# Boson
Bosoner er den ene af to grundlæggende kategorier af partikler. Bosoner har spin - en kvantemekanisk størrelse blandt kvantetallene - der er heltallige i modsætning til fermionernes, den anden kategori, spin, der er i halve tal. Bosoner ligger ikke under for Paulis udelukkelsesprincip, og flere ens bosoner kan således have samme kvantetilstand - dette kan beskrives med Bose-Einstein-statistik.
Mange af de kraftbærende partikler er bosoner såsom fotonen, der står for den elektromagnetiske kraft.
Bosoner er opkaldt efter S.N. Bose, mens fermioner er opkaldt efter E. Fermi.

## Kvantemekanisk definition
Det definerende for bosoner er, at det ikke gør noget forskel, hvis de ombyttes. Betragtes et system af to bosoner, kan systemet have en samlet bølgefunktion {\displaystyle \psi (r_{1},r_{2})}, som afhænger af de to partiklers position {\displaystyle r_{1}} og {\displaystyle r_{2}}. Er disse partikler identiske vil en ombytning, så bølgefunktionen bliver {\displaystyle \psi (r_{2},r_{1})}, ikke gøre nogen fysisk forskel. Dvs. at sandsynlighedstæthedsfunktionen {\displaystyle \rho }, hvor man kan forvente at finde partiklerne, forbliver uændret. Da
{\displaystyle \rho =|\psi |^{2}}
må det altså gælde, at
{\displaystyle |\psi (r_{1},r_{2})|^{2}=|\psi (r_{2},r_{1})|^{2}}
Hvis dette skal passe, kan ombytningen højest give bølgefunktionen et minus eller blot et plus:
{\displaystyle \psi (r_{1},r_{2})=\pm \psi (r_{2},r_{1})}
Bosoner er defineret ved at have det positive fortegn, mens fermioner har det negative. Man siger, at bosoners paritet er lige. Eftersom en samlet bølgefunktion for flere partikler kan skrives som et Hartree-produkt af bølgefunktionerne af de enkelte partikler, kan man vise, at to partikler godt kan eksistere i samme tilstand {\displaystyle \psi }. Der betyder nemlig, at:
{\displaystyle \psi (r_{1})\psi (r_{2})=\psi (r_{2})\psi (r_{1})}
hvilket opfylder, at fortegnet er positivt. Derimod vil en ombytning af fermioner være:
{\displaystyle \psi (r_{1})\psi (r_{2})=-\psi (r_{2})\psi (r_{1})}
hvilket ikke passer, medmindre {\displaystyle \psi } er nul. Fermioner kan altså ikke eksisterer i samme tilstand.

## Bosoner
- foton - kraftbærerer af elektromagnetisme
- W-bosoner - bærere af den svage kernekraft
- Z-bosoner - bærere af den svage kernekraft
- gluoner - bærere af den stærke kernekraft
- Higgs-bosoner - massegivende bosoner
- mesoner - partikler bestående af en kvark og en antikvark[3]
- atomer og atomkerner med heltalligt spin